# پرکینز (اکلاهما)
پرکینز(به انگلیسی: Perkins) شهری در ایالت اکلاهما کشور ایالات متحده آمریکا است که جمعیت آن در سرشماری سال ۲۰۱۰ میلادی، ۲٬۸۳۱ نفر بوده‌است.